# Arte das Ilhas do Atlântico Sul
A arte das Ilhas Sul-Atlânticas refere-se às obras artísticas criadas nessa região. Entre as principais expressões das ilhas encontra-se o artesanato e a confecção de tecidos e roupas.